# Les Cévennes
Les Cévennes este o arie protejată (arie de protecție specială avifaunistică — SPA) din Franța întinsă pe o suprafață de 91.425 ha, integral pe uscat.

## Localizare
Centrul sitului Les Cévennes este situat la coordonatele 44°16′00″N 3°41′00″E / 44.26667°N 3.68333°E.

## Înființare
Situl Les Cévennes a fost declarat arie de protecție specială avifaunistică în baza directivei 79/409 din 1979 referitoare la conservarea păsărilor sălbatice pentru a proteja 46 de specii de animale.

## Biodiversitate
Situată în ecoregiunile continentală și mediteraneană, aria protejată nu include niciun habitat protejat.
La baza desemnării sitului se află mai multe specii protejate de  păsări (46): fluierar de munte (Actitis hypoleucos), minunița (Aegolius funereus), vulturul negru (Aegypius monachus), pescăruș albastru (Alcedo atthis), fâsă-de-câmp (Anthus campestris), acvilă de munte (Aquila chrysaetos), stârc cenușiu (Ardea cinerea), ciuf de câmp (Asio flammeus), buha (Bubo bubo), pasărea ogorului (Burhinus oedicnemus), caprimulg (Caprimulgus europaeus), Charadrius morinellus, barză albă (Ciconia ciconia), șerpar (Circaetus gallicus), erete de stuf (Circus aeruginosus), erete vânăt (Circus cyaneus), erete cenușiu (Circus pygargus), dumbrăveancă (Coracias garrulus), ciocănitoarea de stejar (Dendrocopos medius), ciocănitoare neagră (Dryocopus martius), Elanus caeruleus, presură de grădină (Emberiza hortulana), șoim de iarnă (Falco columbarius), Falco eleonorae, Falco naumanni, șoim călător (Falco peregrinus), vânturel de seară (Falco vespertinus), becațină comună (Gallinago gallinago), zăgan (Gypaetus barbatus), vulturul pleșuv sur (Gyps fulvus), acvilă pitică (Hieraaetus pennatus), sfrâncioc roșiatic (Lanius collurio), Larus michahellis, ciocârlie de pădure (Lullula arborea), becațină mică (Lymnocryptes minimus), gaia neagră (Milvus migrans), gaia roșie (Milvus milvus), vultur egiptean (Neophron percnopterus), viespar (Pernis apivorus), Pyrrhocorax pyrrhocorax, sitar de pădure (Scolopax rusticola), silvie de tufiș (Sylvia undata),  cocoș de munte (Tetrao urogallus), spârcaci (Tetrax tetrax), fluierarul de zăvoi (Tringa ochropus), nagâț (Vanellus vanellus).
Pe lângă speciile protejate, pe teritoriul sitului au mai fost identificate 52 de specii de păsări.